# Le Malesherbois
Le Malesherbois é uma comuna francesa na região administrativa do Centro-Vale do Loire, no departamento de Loiret. Estende-se por uma área de 85.04 km². Em 2010 a comuna tinha 8 311 habitantes (densidade: 97,7 hab./km²).
Foi criada em 1 de janeiro de 2016, a partir da fusão das antigas comunas de Malesherbes, Coudray, Labrosse, Mainvilliers, Manchecourt, Nangeville e Orveau-Bellesauve.